# Александър Ставре Дренова
Александър Ставре Дренова, известен с акронима Асдрени (на албански: Aleksander Stavre Drenova, Asdreni), е един от най-известните албански поети, автор на албанския национален химн.

## Биография
Александър Дренова е роден в 1872 година в населеното предимно с българи село Дреново (на албански Дренова), чието име и носи като фамилия. Александър учи в гръцко училище в Дреново и след смъртта на баща си Ставре през 1885 година на 13 години той се мести в румънската столица Букурещ при по-големите си братя. В Букурещ се свързва с албански емигрантски писатели и революционни дейци. Включва се в дейността на албанското дружество с антигръцка насоченост „Дрита“ и сътрудничи на неговия орган, вестник „Шкипътари“ („Албанец“)..
В 1905 година Дренова преподава в албанското училище в Кюстенджа, а на следната година става председател на букурещкия клон на обществото „Дия“. След обявяването на независимостта на Албания в 1914 година той заминава за Драч, за да посрещне новия държавен глава принц Вид и да му предложи услугите си като архивист. Дренова не получава назначение и след кратък престой в Шкодра се връща в Букурещ през юли 1914 година. От март 1922 година е секретар на албанското консулство в града. През ноември 1937 година отново посещава Албания по повод 25-ата годишнина на независимостта с надежда да получи държавна пенсия. Живее в Тирана, а през февруари 1938 година се вижда с Герг Фища в Шкодра. След италианската окупация през пролетта на 1939 година през юли Дренова се връща в Румъния, където остава до смъртта си.
В 1904 година Дренова публикува първата си стихосбирка от 99 стихотворения, наречена „Слънчеви лъчи“ (Rreze dielli), посветена на албанския национален герой Скендербег. Втората му стихосбирка също от 99 стихотворения, озаглавена „Мечти и сълзи“ (Ëndrra e lotë) излиза през 1912 година и е посветена на британската антроположка Едит Дърам. В същата година Дренова публикува в излизащия в българската столица София албански вестник „Лири е Шкипъриса“ (Liri e Shqipërisë, в превод – Свобода на Албания) стихотворението „Химн на знамето“ (Hymni i Flamurit), което се превръща в албански национален химн.
Третата стихосбирка на Дренова „Изгнанически псалми“ (Psallme murgu) излиза през 1930 година. Четвъртата му стихосбирка „Камбаната на Круя“ (Kambana e Krujës) излиза при последното му посещение в Албания през 1937 година.